# Colturano
Colturano is een gemeente in de Italiaanse metropolitane stad Milaan (regio Lombardije) en telt 2004 inwoners (31-12-2004). De oppervlakte bedraagt 4,2 km², de bevolkingsdichtheid is 470 inwoners per km².
De volgende frazioni maken deel uit van de gemeente: Balbiano.

## Demografie
Colturano telt ongeveer 788 huishoudens. Het aantal inwoners steeg in de periode 1991-2001 met 50,5% volgens cijfers uit de tienjaarlijkse volkstellingen van ISTAT.
| Jaar | Inwoneraantal |
| ---- | ------------- |
| 1991 | 1285          |
| 2001 | 1934          |

## Geografie
Colturano grenst aan de volgende gemeenten: Mediglia, Tribiano, San Giuliano Milanese, Dresano, Vizzolo Predabissi, Melegnano.